# Alain Schnapp

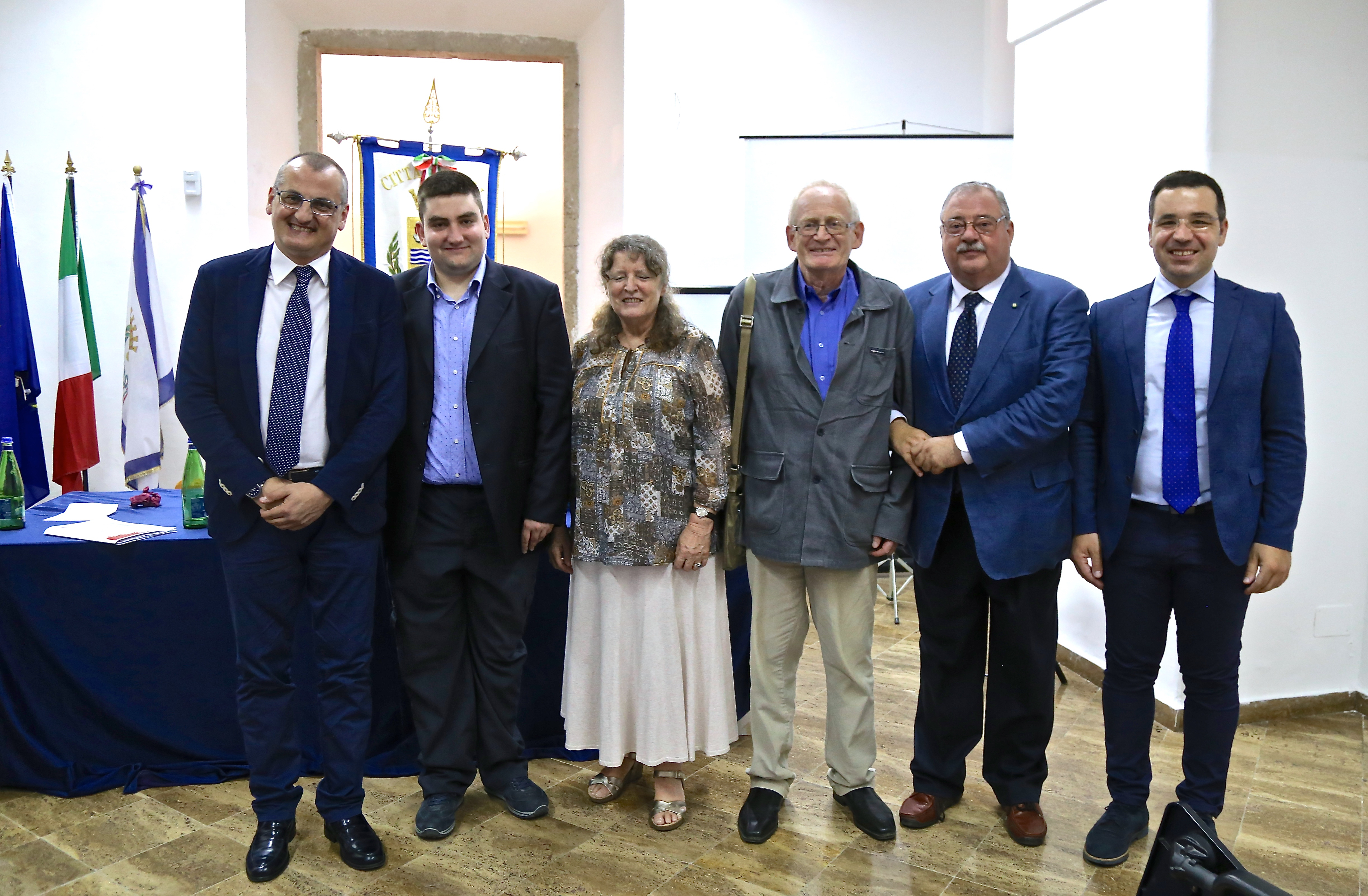
Alain Schnapp e la moglie Annie Schnapp-Gourbeillon ad Eboli durante il conferimento della cittadinanza onoraria - 22 giugno 2017

Alain Schnapp (Parigi, 18 settembre 1946) è un archeologo francese, specialista negli studi sui territori urbani e le città del mondo greco antico.

## Carriera
Il Prof. Schnapp si è formato alla della scuola di Jean-Pierre Vernant e Pierre Vidal-Naquet, che ha introdotto il pensiero antropologico nello studio della Grecia Antica. Ha condotto scavi archeologici estesi sia in Italia (Eboli, Moio della Civitella, Laos) che a Creta (Itanos). Ha avviato un programma di studio pluriennale nella città di Itanos a Creta, che ha diretto a stretto contatto con alcuni suoi colleghi greci combinando diversi approcci di ricerca, di prospezione e di scavo; che sono stati utilizzati per studiare nel lungo periodo l'intera evoluzione di un territorio.
Il suo interesse per l'iconografia, comprese le rappresentazioni di caccia in Grecia, è noto e la sua tesi di laurea è stata proprio incentrata sull'iconografia della Grecia Antica; successivamente pubblicata dall'Istituto nazionale per la Storia Francese. Questo interesse per le immagini dell'antica Grecia ha fatto sì che il professor Schnapp curasse diverse mostre per il grande pubblico, ed attualmente un progetto espositivo e un libro sulla rappresentazione della natura nell'arte greca in collaborazione con l'Università di Salerno. In collaborazione con i musei di Napoli, Berlino, il Getty sta organizzando una mostra prevista per il 2020 presso il Museo del Louvre, che ripercorrerà i principali elementi che strutturarono la "Fabbrica delle Immagini" nel mondo Greco Arcaico e Classico
Se è a lungo interessato ai metodi e alle teorie di archeologia, tanto è che egli è divenuto uno dei maggiori esperti di storia dell'archeologia, che ha esplicitato in un libro, la conquista del passato, tradotto in molte lingue. Ha tenuto conferenze ampiamente partecipate su questi temi ed in particolare ha coordinato gli "Archivi di archeologia europea" i del progetto (area), che ha portato a numerose pubblicazioni e mostre, tra cui la pubblicazione congiunta di una storia del mondo di antiquaria (2013).
Dopo aver guidato per diversi anni l'Istituto d'Arte e l'Università di Parigi I (Panthéon Sorbonne), ha poi costruito e diretto il nuovo Istituto di Storia dell'Arte Nazionale, che ha dato all'archeologia classica e alla storia dell'arte alcuni strumenti di lavoro innovativi e importanti - e per i quali l'intero mondo accademico è in debito con lui. È stato ed è ancora un membro di molti comitati scientifici francesi ed internazionali.
Per questo motivo, tra gli altri, è stato visiting professor presso numerose istituzioni universitarie straniere, come le università di Napoli Perugia, Göteborg, Heidelberg, Basilea, Stanford, e il Getty Research Institute, il Wissenschaftskolleg (WIKO) a Berlino, oppure il Collegium di Budapest.

## Ruoli
- 1973: Tesi di Terzo Ciclo, Università di Parigi I: Les représentations de la chasse en Grèce archaïque et classique.
- 1987: Tesi di Dottorato di Stato, E.H.E.S.S. : La duplicité du chasseur. Comportement juvénile et pratique cynégétique en Grèce ancienne
- 1969: Assistente di archeologia greca presso l'Institut d'Art et d'Archéologie
- 1974: Maître- assistant all'Università di Paris I.
- 1976: Distaccato al CNRS, Servizio di Architettura Antica.
- 1981: Reintegrato all'Università di Paris I.
- 1988: Professore di archeologia all'Università di Parigi I
- 1994-1998: Direttore dell'UFR di storia dell'arte e di archeologia (Parigi I)
- 1999: Presidente dell’Associazione per la Fondazione dell'INHA
- 2001: Direttore Generale dell’INHA
- 2005- : Reintegrato all’Università di Parigi I
- 2005-2006: Delegato al CNRS
- 2006-2007: Delegato al Wissenschaftskolleg di Berlino
- 2010-2013: co-directeur dell’Istituto di studi avanzati di Parigi
- 1985 a tutt'oggi: Membro corrispondente dell'Istituto Archeologico Germanico

## Premi e riconoscimenti
- 1997: Premio dell'Associazione di Studi Greci
- 2005: Dottorato Honoris Causa dell'Università La Trobe, Melbourne, Australie
- 2014: Premio Meyer–Struckmann dell’Università di Düsseldorf per l’archeologia classica